# Agustín Valera y Viaña
Agustín Valera y Viaña (Doña Mencía, 18 de gener de 1801 - Cabra (Còrdova), 30 de setembre de 1879) fou n militar i científic espanyol, acadèmic fundador de la Reial Acadèmia de Ciències Exactes, Físiques i Naturals.
Era oncle de l'escriptor Juan Valera. Ingressà en l'Exèrcit de Terra d'Espanya, en el que arribà a coronel de l'arma d'infanteria i a tinent coronel d'artilleria. També fou Secretari de la Junta Superior Facultativa d'Artilleria. En 1847 fou un dels acadèmics fundadors de la Reial Acadèmia de Ciències Exactes, Físiques i Naturals, però en 1863 demanà passar a la situació de supernumerari.